# Crucea Sfântului Andrei

Crucea Sfântului Andrei

Crucea Sfântului Andrei este o cruce în formă de X. Numele său provine de la forma Crucii care a fost utilizată, potrivit tradiției, la torturarea și uciderea Sfântului Andrei. Acest simbol a fost utilizat de numeroase țări europene. Crucea Sfântului Andrei este prezentă în cultura europeană, în arta relgioasă, în simbolistica identitară a unor țări, regiuni sau forțe politice, în viața practică.

## Crucea Sfântului Andrei, instrument al martirajului unui apostol
Potrivit Evangheliei (Ioan 1.40-41), Andrei a fost primul apostol chemat de Isus Hristos. După Pogorârea Sfântului Spirit, prin tragere la sorți, Apostolului Andrei i-a revenit Scythia, pentru convertirea locuitorilor acelor locuri, la noua religie. 
Mai întâi, Andrei l-a însoțit pe fratele său (Apostolul Petru) prin Asia Mică, apoi a trecut în peninsula Balcanică prin teritoriul Turciei de azi, ajungând în Scytia, unde s-a oprit un timp. Apoi ar fi continuat peregrinarea, ajungând până în sudul Rusiei de astăzi. După aceea, s-a întors în Grecia, consolidând comunitățile creștine înființate de Apostolul Pavel și de alți Apostoli, ajungând în Peloponez, mai precis în orașul Patras. Potrivit tradiției, sub împăratul Nero, Sfântul Andrei a fost ucis la 30 noiembrie 60, la Patras, fiind răstignit pe o cruce în formă de X, numită, în limba latină « crux decussata », de unde a rezultat denumirea de « Crucea Sfântului Andrei ». După moartea sa moaștele i-au fost păstrate la Patras.

## În România
Teritoriul Dobrogei de astăzi era cunoscut în Antichitate sub denumirea în latină de Scythia Minor, în română Sciția Mică, iar în  Μικρά Σκυθία, Mikrá Skythia. Cu privire la limita vestică a Sciției, Herodot afirmă (IV, 99) că Tracia se desfășoară în partea dinspre mare, înainte de a ajunge la Sciția, care începe din acea parte de loc unde țărmul formează un golf și unde se varsă Istrul, cu gura întoarsă spre răsărit.
În România, este considerat drept « protector al României » și al doilea fondator al Bisericii Ortodoxe Române, după  Sfântul Duh.

## Galerie de imagini

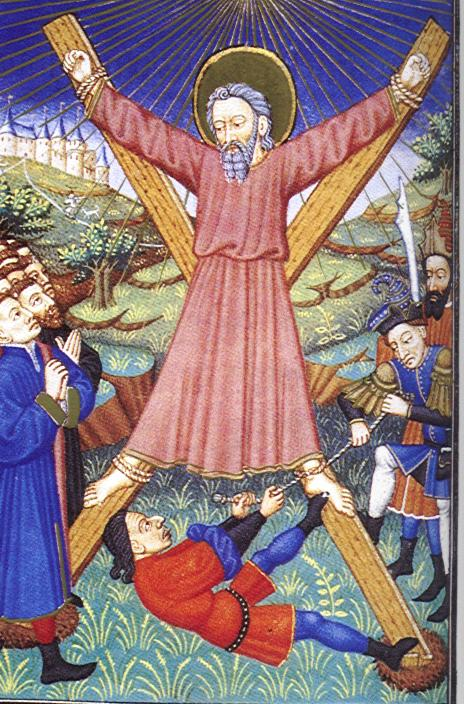
Crucificarea Sfântului Andrei
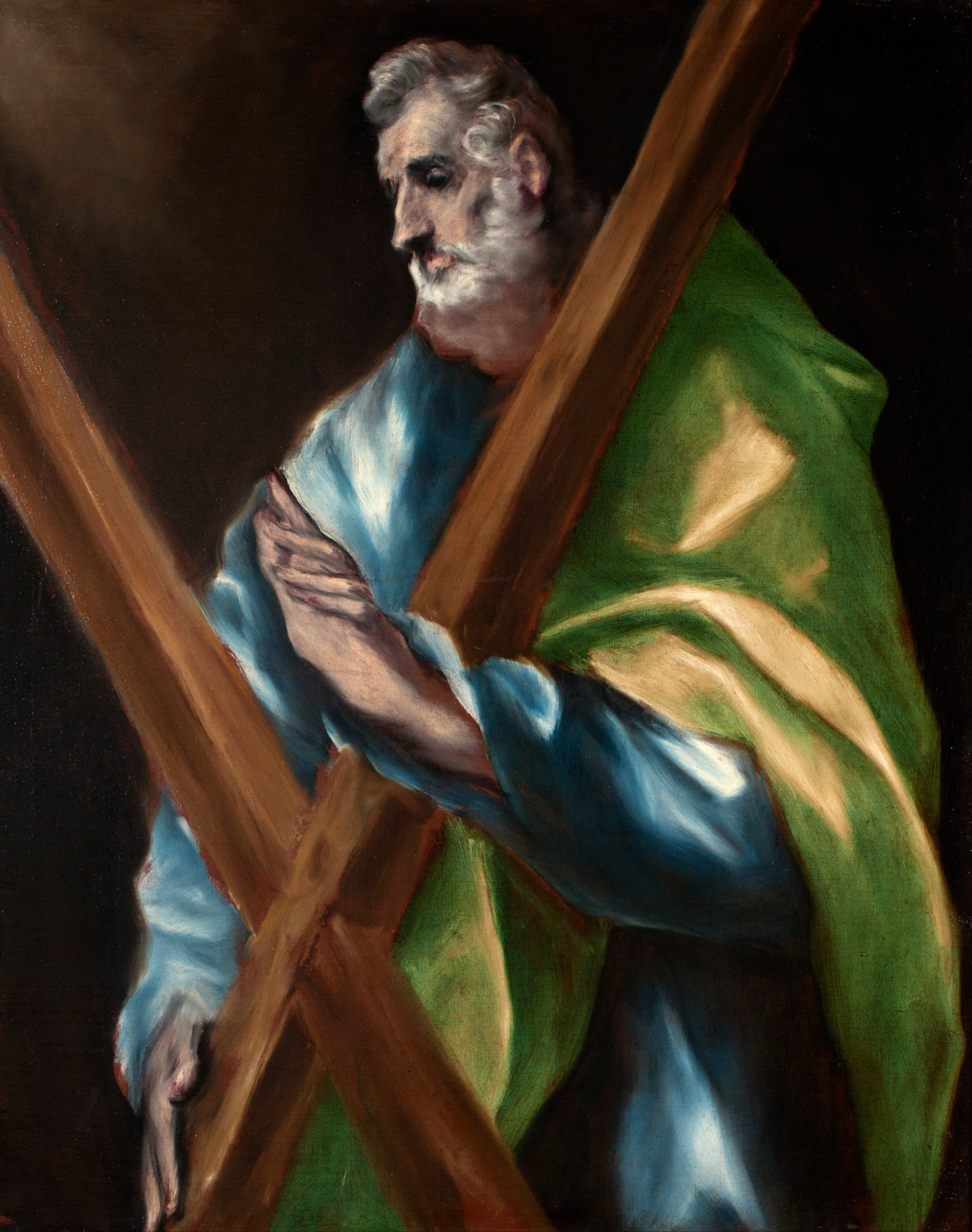
Sfântul Andrei, pictură de El Greco, Museo del Greco, Toledo
Crucea Sfântului Andrei pe steagul Scoției
Drapelul Insulei Jersey